# Aleksander Irzykowski
Aleksander Irzykowski (Jurzykowski, Jerzykowski) herbu Ostoja (zm. po 1516 r.) – dziedzic Jerzykowa, Kowalskich i Komorowa, podwojewodzi kaliski, burgrabia ziemski koniński, burgrabia zamku łowickigo.

## Życiorys
Aleksander Irzykowski należał do rodziny wywodzącej się z Jurzykowa (obecnie Jerzykowo koło Pobiedzisk), położonego w dawnym pow. gnieźnieńskim województwa poznańskiego. Jego rodzina należała do rodu heraldycznego Ostojów. Był synem Szymona Gorczycy i Katarzyny, dziedziców Jerzykowa. Małżonką Irzykowskiego była Elżbieta, która w roku 1485 kupiła od Mikołaja Czecha jego część dziedziczną w Komorowie oraz 1/2 łana pustego w tej wsi za 200 grzywien. Miał kilkoro dzieci: Dorotę Wolską, Barbarę Ulanowską, Małgorzatę Piotrowską, Łukasza i Marcina, któremu dał w 1516 roku 5 łanów roli w Komorowie. 
Aleksander Irzykowski sprawował urząd podwojewodziego kaliskiego oraz burgrabiego ziemskiego konińskiego. Ponadto pełnił funkcję burgrabiego zamku arcybiskupów
gnieźnieńskich w Łowiczu. Wspomniany został przy okazji wyprawy wojennej 1497 roku, gdy wyekwipował dwóch żołnierzy ze swoich dóbr.